# Гегешидзе, Георгий Андреевич
Гео́ргий Андре́евич Гегеши́дзе (груз. გიორგი ანდრიას ძე გეგეშიძე, 1924, Хашури Грузинской ССР — 1971) — советский государственный и партийный деятель.

## Биография
После окончания Тбилисского политехнического института имени С. М. Кирова на комсомольской работе. С 1945 года по 1948 год — второй, а затем первый секретарь Сталинского районного комитета ЛКСМ Грузии (г. Тбилиси).
В 1948 году переведён на партийную работу, назначен секретарём комитета ВКП(б) Тбилисского паровозо-вагоноремонтного завода имени И. В. Сталина.
По ноябрь 1952 года первый секретарь Руставского городского комитета КП(б) Грузии.
С ноября 1952 года по апрель 1953 года заместитель министра государственной безопасности Грузинской ССР по кадрам.
С 28 апреля 1953 года по 10 октября 1953 года председатель Исполнительного комитета Тбилисского городского Совета.
С 2 октября 1953 года по январь 1956 года первый секретарь Абхазского областного комитета КП Грузии.
В 1955—1956 годах — заведующий отделом промышленности и транспорта ЦК КП Грузии.
В 1956—1961 годах — первый секретарь Тбилисского городского комитета КП Грузии.
С 29 сентября 1961 года по 9 апреля 1965 года — секретарь ЦК КП Грузии.
С 19 декабря 1962 года по 24 ноября 1964 года — председатель Бюро ЦК КП Грузии по промышленности.
С 1965 года — директор Научно-исследовательского института приборостроения и средств автоматизации министерства приборостроения и средств автоматизации СССР.